# Zhuang Zi

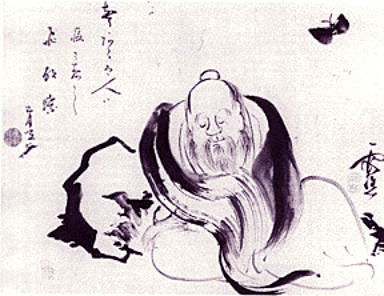
Zhuangzi drömmer om en fjäril eller så drömmer fjärilen om Zhuangzi

Zhuang Zi (kinesiska, förenklat: 庄子, traditionellt: 莊子 pinyin: Zhuāng Zǐ, tidigare transkriberat Chuang-tse) (369 f.Kr.-298 f.Kr.) var en filosof eller en mytologisk gestalt som ska ha levat under 300-talet f.Kr. i staten Song, och en bok med samma namn som tillskrivs honom. Namnet betyder "Mästare Zhuang", och hans individuella namn ska ha varit Zhou (周). Han var en av solipsismens stora män, Zhuang Zis berättelse om en man som vaknar ur en dröm, i vilken han var en fjäril och sedan inte vet om han är sig själv igen eller en fjäril som drömmer att han är en man, är mycket berömd. I efterhand påverkade denna skrift daoismen, och infogades i Daozang.

## Svenska översättningar
- Den äkta urkunden (Nanhua zheng jing) (översatt och utgiven av Erik Folke, Birkagården, 1924)
- Äkthetens urkund (till svensk vers och med inledning av Åke Ohlmarks, FIB:s lyrikklubb, 1964)
- Lite grann ur/om Zhuāng Zǐ ([utg] av Göran Ericsson, Föreningen för orientaliska studier, 1970)
- Zhuangzi talar: naturens musik (bearbetad och tecknad av Tsai Chih Chung, översättning från engelska av Astrid Ericson Bahari, Alhambra, 1996)
- Zhuang Zi (utdrag i översättning av Göran Malmqvist, Bokförlaget Bakhåll, 2020)